# Oude Sint-Martinuskerk (Düsseldorf)
De Oude Sint-Martinuskerk (Duits: Alt St. Martin) is het oudste kerkgebouw van Düsseldorf en tegelijkertijd het oudste nog behouden bouwwerk van de stad. De oorsprong van de parochiekerk ligt in de karolingische tijd, toen het huidige stadsdeel Bilk nog een dorp was. In 1812 verloor de kerk de functie als parochiekerk. Voor een periode van meer dan 100 jaar werd het gebouw niet meer als kerkgebouw gebruikt. Na de Tweede Wereldoorlog kreeg het haar oorspronkelijke bestemming als godshuis terug en zowel katholieken als protestanten vieren er hun kerkdiensten.

## Geschiedenis
Op grond van archeologisch onderzoek wordt de oorsprong van de Martinuskerk op ongeveer het jaar 700 geschat. Dit betrof een karolingische, rechthoekige kapel die tussen 788 en 919 door invallende Saksen, Noormannen of Magyaren in de as werd gelegd.
Omstreeks het jaar 1000 werd op dezelfde plaats een drieschepige pijlerbasiliek opgericht waarin de resten van de voorganger werden geïntegreerd. Tussen 1150 en 1200 bouwde men de vijf verdiepingen tellende toren. Ook werd de kerk vergroot met een rechthoekige koorruimte en een halfronde apsis. Rond het jaar 1200 werden gewelven aangebracht. De zijschepen dateren uit de 15e eeuw en werden in de 17e eeuw van baksteen vernieuwd.
In het begin van de 19e eeuw was de kerk zo bouwvallig geworden, dat men erover na begon te denken om de kerk op te geven. Vanaf 1812 nam men de nabijgelegen Lorettokapel in gebruik als nieuwe parochiekerk. De oude Sint-Martinuskerk werd vervolgens als schuur en textielwerkplaats gebruikt. Men probeerde de kerk te verkopen, maar dit lukte niet. Een verzoek om de kerk af te breken werd door de overheid afgewezen, omdat de toren in de verre omtrek als markeringspunt werd gewaardeerd. Pas halverwege de 19e eeuw begon men de historische waarde van de kerk te erkennen. Er werd een comité van burgers gevormd, dat de eerste maatregelen ten behoeve van behoud trof. De kerk onderging in de jaren 1879-1881 voor het eerst een grondige restauratie.
Een orkaan in het jaar 1924 verwoestte de torenspits. Tijdens de Tweede Wereldoorlog werd de torenspits samen met een zijbeuk opnieuw getroffen. Tot 1951 werd er vervolgens gewerkt aan het herstel van de schade. Een nieuwe ingrijpende renovatie volgde tussen 1962 en 1974. In deze tijd vond ook de uitbreiding van de inrichting door moderne kunstenaars plaats.

## Beschrijving
De Sint-Martinuskerk is in de huidige vorm een eenvoudige, vroegromaanse driebeukige kerk. Opvallend is de slanke, vijf verdiepingen tellende toren uit de vroege 13e eeuw, die door de Duitse kunsthistoricus en conservator Paul Clemen de meest imposante toren van het Bergisches Land werd genoemd. Van de oorspronkelijke inrichting is weinig overgebleven. Daaronder zijn fresco's uit de 13e eeuw in de apsis en nog twee fresco's die oorspronkelijk uit de koorruimte stammen en tegenwoordig aan de muren zijn aangebracht. De bronzen ingangsdeuren zijn gemaakt door de kunstenaar Bert Gerresheim. Het altaar en het tabernakel zijn creaties van Heinz Gernot. De vensters werden in 1964 door Hermann Gottfried vervaardigd. Het halfronde glas-in-loodraam boven de ingang schiep Uwe Hertel in het jaar 2006. Het toont het stadswapen van de Franse stad Tours, waar de patroonheilige van de kerk in de kathedraal werd bijgezet.

## Orgel
Het orgel werd in 1970 door de gebroeders Krell uit Duderstadt gebouwd. Het sleepladen-instrument bezit 9 registers verdeeld over twee manualen en pedaal. De speel- en registertracturen zijn mechanisch.